# Pia Cramling
Pia Cramling, född 23 april 1963 i Stockholm, är en svensk stormästare i schack. 
Hon är den enda kvinnan i Sverige som fått titeln stormästare. Hon blev den femte kvinnan någonsin att få titeln 1992. Hon invaldes år 2025 som första svensk i Schackets Internationella Hall of Fame. Från 1988 var hon först delvis, och senare helt, bosatt i Spanien tillsammans med sin partner – den spanske stormästaren Juan Manuel Bellón López. Paret är numera[när?] bosatt i Stockholm. Tillsammans har de dottern Anna Cramling, även hon schackspelare. Dottern har sedan år 2020 en Twitchkanal relaterad till just schack. Pia Cramlings bror Dan Cramling tillhör också svenska eliten i schack.
Hon var värd i Sommar i P1 den 18 augusti 2021.
I samband med Sveriges Schackförbunds 100-årsjubileum 2017 tilldelades hon en medalj i hennes namn att dela ut till personer som gör viktiga insatser för dam- och flickschack. Senast att få medaljen, 2022, var ungdomsledarna Jens Petersson, Stockholm, och Conny Holst, Limhamn.

## Karriär och meriter
Cramling började spela schack som tioåring, och gick med i schackklubben SK Passanten. När hon var tolv år deltog hon i sina första tävlingar och vid femton års ålder (1978) representerade hon Sverige i schack-OS för damer i Buenos Aires.
Under en rad år var hon Sveriges representant på kadett- och junior-VM i öppen klass. Cramling har spelat i schack-SM vid flera tillfällen, i klassen SM-gruppen. Gruppen bytte år 2016 namn till Sverigemästarklassen i samarbete med Erik Penser.
I schack-VM för damer 2008 nådde Cramling semifinal, där hon förlorade mot Alexandra Kosteniuk som senare vann hela turneringen. Även i VM 2015 i Sotji avancerade Pia Cramling till semifinal. Även här förlorade hon, denna gång efter särspel mot ryska Natalia Pogonina.
Cramling har vid sex tillfällen (ensam eller som del i lag) mottagit schackpriset Schackgideon – 1981, 1983, 1992, 1996, 2003, 2010 och 2022. Dessutom blev hon Europamästare 2003 och 2010. I oktober 2008 fick hon sin högsta Elo-rating, 2550.
År 1993 deltog Cramling i TV-programmet Snilledrag och efter den uppmärksammade Netflix-serien The Queen's Gambit har hon pratat om sin schackkarriär som gäst både hos SVT och TV4.
Pia Cramling är fortfarande aktiv som schackproffs. I 2021 års FIDE World cup som är en av kvalificeringsturneringarna till schack-VM för damer avancerade hon till tredje omgången. 2022 tog hon individuellt OS-guld på förstabordet i schackolympiaden i Chennai.
I Sverige spelar Cramling för Wasa schackklubb men hon är också aktiv i den franska schackligan där hon spelar för laget Cercle d'échecs de Monte-Carlo. För den franska klubben har hon vunnit Europacupen för damlag åtta gånger: 2007, 2008, 2010, 2012, 2013, 2016, 2018 och 2020.

## Resultat i schack-SM
Schack-SM spelas i öppen klass, det vill säga den är öppen för både kvinnor och män.
| År   | Placering |
| ---- | --------- |
| 2000 | 2         |
| 2001 | 7         |
| 2002 |           |
| 2003 |           |
| 2004 | Deltog ej |
| 2005 | 5         |
| 2006 | 5         |
| 2007 | 3         |
| 2008 | Deltog ej |
| 2009 | 3         |
| 2010 | Deltog ej |
| 2011 | 3         |
| 2012 | 5         |
| 2013 | 6         |
| 2014 | 5         |
| 2015 | 6         |
| 2016 | 9         |
| 2017 | Deltog ej |
| 2018 | 6         |
| 2019 | 3         |
| 2020 | Inställt  |
| 2021 | 6         |
| 2022 | 7         |
| 2023 | Deltog ej |

## Resultat i damschack-VM
Sedan mitten av 1980-talet har Pia Cramling kämpat om en titel i damschack-VM. Världsmästerskapet arrangeras av världsschackförbundet FIDE. I Pia Cramlings VM-starter 1986, 1994 och 1997 var spelformen en kandidatturnering, där vinnaren skulle få en VM-match mot den regerande världsmästarinnan. Från 2000 till 2015 var damschack-VM en ren utslagsturnering med världens 64 bästa kvinnliga spelare i startfältet. Pia Cramling gick till semifinal 2008 och 2015.
| År   | Spelform          | Placering | Mer information                |
| ---- | ----------------- | --------- | ------------------------------ |
| 1986 | Kandidatturnering | 4         | Kvalade inte in till VM-match. |
| 1994 | Kandidatturnering | 3         | Kvalade inte in till VM-match. |
| 1997 | Kandidatturnering | 8         | Kvalade inte in till VM-match. |
| 2000 | Utslagsturnering  | 17–32     | Gick till omgång 2             |
| 2004 | Utslagsturnering  | 9–16      | Gick till omgång 3             |
| 2006 | Utslagsturnering  | 17–32     | Gick till omgång 2             |
| 2008 | Utslagsturnering  | 3–4       | Gick till semifinal            |
| 2010 | Utslagsturnering  | 33–64     | Utslagen i omgång 1            |
| 2012 | Utslagsturnering  | 17–32     | Gick till omgång 2             |
| 2015 | Utslagsturnering  | 3–4       | Gick till semifinal            |

## Resultat i dam-EM
Pia Cramling har vunnit damernas Europamästerskap i schack två gånger – 2003 och 2010. Här är hennes resultatrad i damschack-EM.
| År   | Placering | Deltagare | Spelort      |
| ---- | --------- | --------- | ------------ |
| 2003 | 1         | 115       | Silivri      |
| 2004 | 9         | 108       | Dresden      |
| 2008 | 8         | 159       | Plovdiv      |
| 2010 | 1         | 158       | Rijeka       |
| 2011 | 16        | 130       | Tbilisi      |
| 2013 | 16        | 169       | Belgrad      |
| 2017 | 21        | 144       | Riga         |
| 2018 | 68        | 144       | Vysoké Tatry |
| 2019 | 12        | 130       | Antalya      |

## Pia Cramlings resultat i schack-OS
Sedan år 1978 har Pia Cramling spelat schack-OS för lag. Hon har spelat i både öppna klassen och damklassen. Hon har vunnit sju individuella medaljer baserat på prestation: ett guld, tre silver och tre brons.
| År   | Klass | Sveriges placering | Antal partier | Individ. res | Individ. placering |
| ---- | ----- | ------------------ | ------------- | ------------ | ------------------ |
| 1978 | Damer | 9                  | 11            | 9,0 p        | 2                  |
| 1982 | Damer | 7                  | 14            | 11,0 p       | 2                  |
| 1984 | Damer | 15                 | 13            | 10,5 p       | 2                  |
| 1988 | Damer | 24                 | 14            | 12,5 p       | 3                  |
| 1990 | Öppen | 11                 | 11            | 7,0 p        | 8                  |
| 1992 | Öppen | 18                 | 10            | 7,5 p        | 4                  |
| 1996 | Öppen | 11                 | 9             | 5,5 p        | 22                 |
| 2000 | Öppen | 42                 | 8             | 4,0 p        | 59                 |
| 2004 | Damer | 15                 | 13            | 8,5 p        | 13                 |
| 2008 | Damer | 38                 | 9             | 8,0 p        | 8                  |
| 2014 | Damer | 28                 | 11            | 10,0 p       | 3                  |
| 2016 | Damer | 23                 | 11            | 8,5 p        | 3                  |
| 2022 | Damer | 40                 | 11            | 9,5 p        | 1                  |

## Spelstil
Enligt Cramling själv är hennes styrka som schackspelare koncentrationen. I en intervju har hon beskrivit sitt tillstånd under spel med orden "då är jag i en bubbla och har ingen aning om vad som händer runt om mig." Hon är en specialist på små, ständiga, positionella strategiska manövrer, vilka slutligen leder fram till en bättre ställningstyp.[källa behövs]
Som vit spelar Pia Cramling oftast dubbelt dambondesspel (1.d4 d5). Som svart brukar Cramling svara med sicilianskt (1...c5) mot öppningsdraget 1.e4 samt med slaviskt (1...d5 2.c4 c6) mot 1.d4.

## Förändring av Elo
|  |